# Luparense Calcio a 5 2005-2006
La Luparense inizia la stagione 2005-06 con ottimi propositi ed è subito considerata dagli esperti come la primissima favorita alla corsa per il Tricolore in quanto viene guidata dal nuovo tecnico spagnolo Jesús Velasco.
Disputa subito una Regular Season stratosferica oltre a vincere la Coppa Italia; ma arriva ai play-off non con la miglior forma possibile e dopo aver faticato a superare l'Augusta nei Quarti di Finale viene eliminata clamorosamente dai futuri campioni nonché rivali storici dell'Arzignano Grifo.

## Rosa
| N° | Naz.                                   | Ruolo      | Sportivo           | Anno     |  |  |
| -- | -------------------------------------- | ---------- | ------------------ | -------- |  |  |
| 1  | Brasile (bandiera) · Italia (bandiera) | Portiere   | Alexandre Feller   | 28.09.71 |  |  |
| 2  | Brasile (bandiera) · Italia (bandiera) | Universale | Fernando Grana     | 26.08.79 |  |  |
| 3  | Brasile (bandiera)                     | Laterale   | Gregori Bitencourt | 10.05.84 |  |  |
| 4  | Brasile (bandiera) · Italia (bandiera) | Laterale   | André Vicentini    | 17.06.77 |  |  |
| 5  | Italia (bandiera)                      | Laterale   | Marco Ercolessi    | 15.05.86 |  |  |
| 6  | Brasile (bandiera) · Italia (bandiera) | Laterale   | Edgar Bertoni      | 24.07.81 |  |  |
| 7  | Brasile (bandiera) · Italia (bandiera) | Pivot      | Tadeu Sartori      | 05.09.74 |  |  |
| 8  | Brasile (bandiera) · Italia (bandiera) | Difensore  | Carlos Scala       | 24.08.72 |  |  |
| 9  | Brasile (bandiera) · Italia (bandiera) | Laterale   | Vampeta            | 18.07.84 |  |  |
| 10 | Brasile (bandiera) · Italia (bandiera) | Laterale   | Saad Assis         | 26.07.79 |  |  |
| 11 | Brasile (bandiera)                     | Pivot      | Jair Dalle Molle   | 08.04.82 |  |  |
| 12 | Brasile (bandiera) · Italia (bandiera) | Portiere   | Marco Zaramello    | 26.01.82 |  |  |
| 22 | Italia (bandiera)                      | Portiere   | Marco Lorenzin     | 26.02.85 |  |  |
|    | Spagna (bandiera)                      | Allenatore | Jesús Velasco      | 02.01.67 |  |  |